# Gewöhnliche Spitzklette
Die Gewöhnliche Spitzklette (Xanthium strumarium) ist eine Pflanzenart aus der Gattung der Spitzkletten (Xanthium) in der Unterfamilie der Asteroideae innerhalb der Familie der Korbblütler (Asteraceae).

## Beschreibung

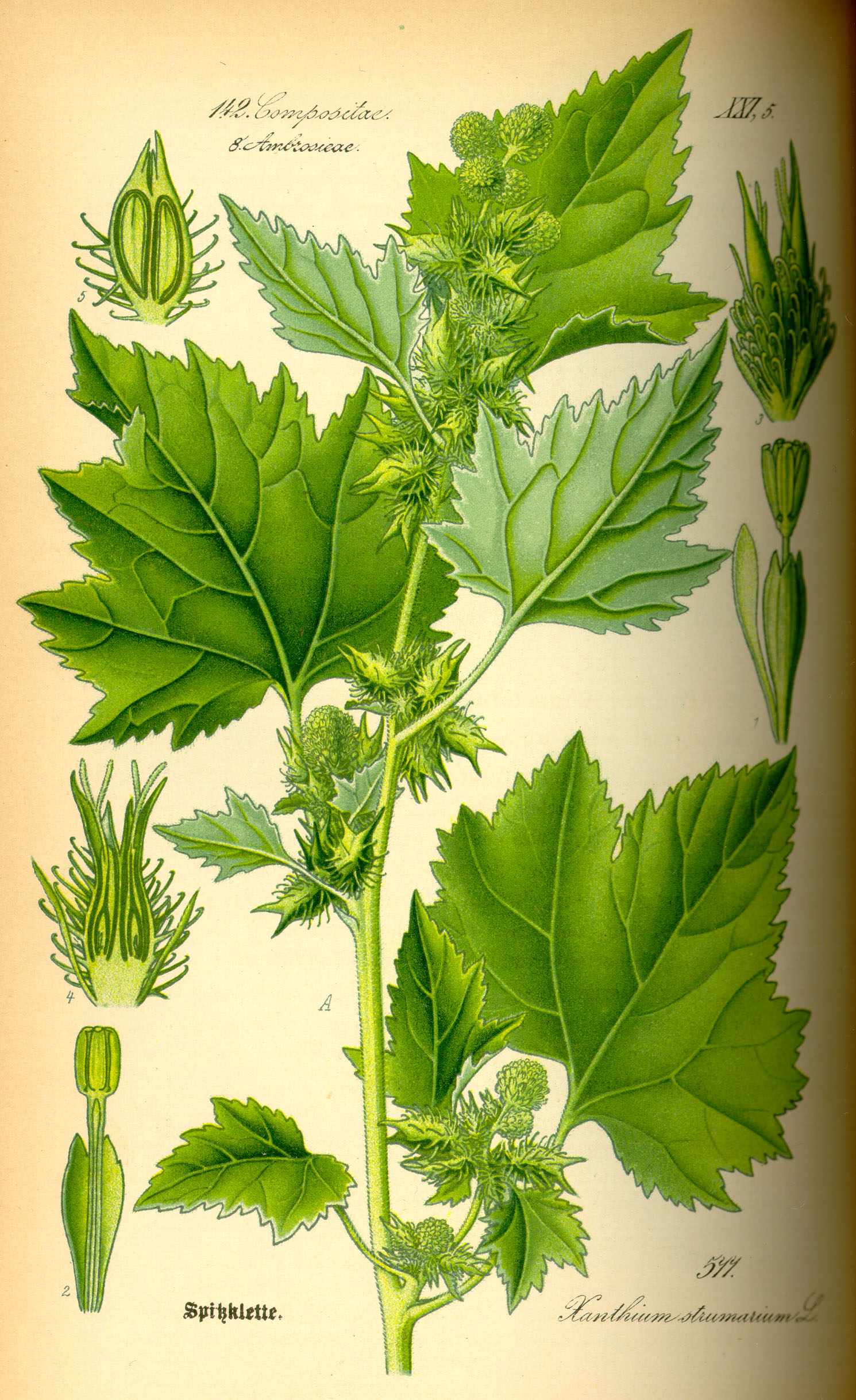
Illustration

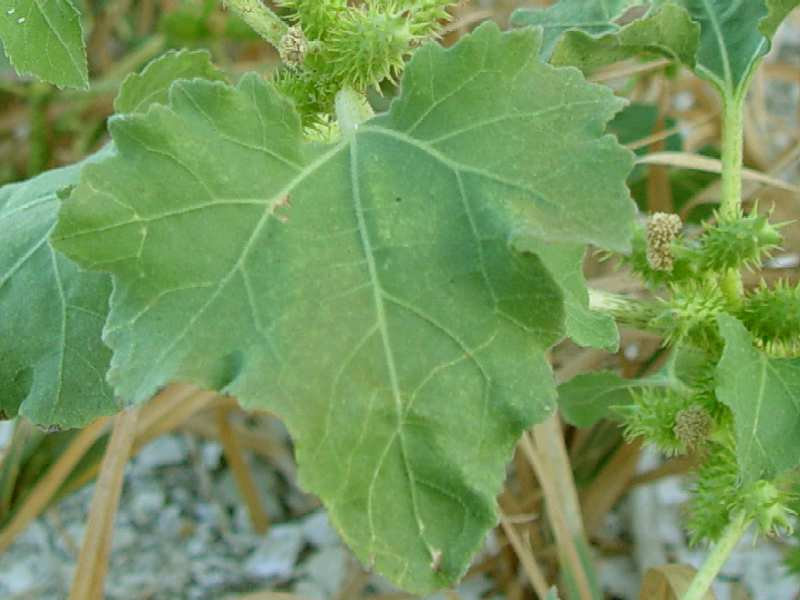
Laubblatt und unreife Früchte

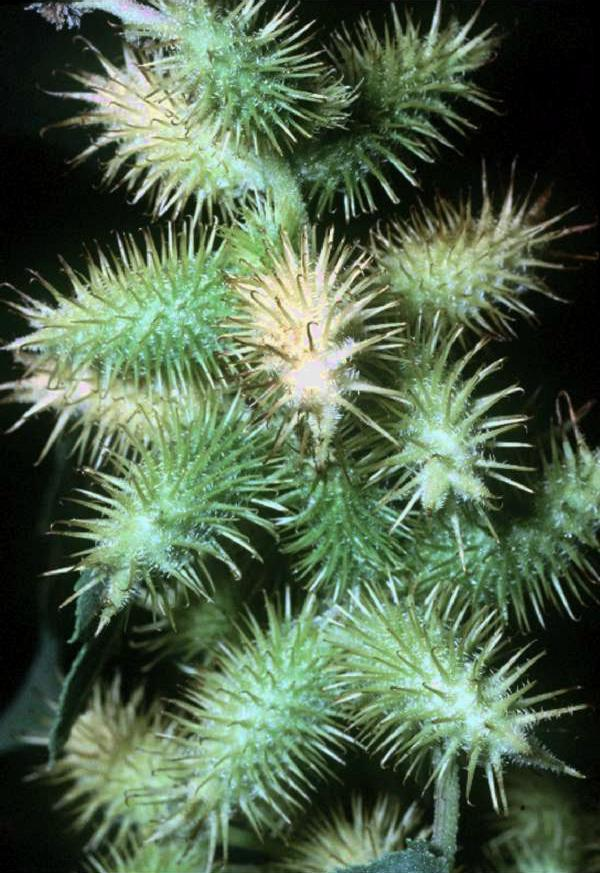
Die „Kletten“ sind die Diasporen der Gewöhnlichen Spitzklette (Xanthium strumarium)

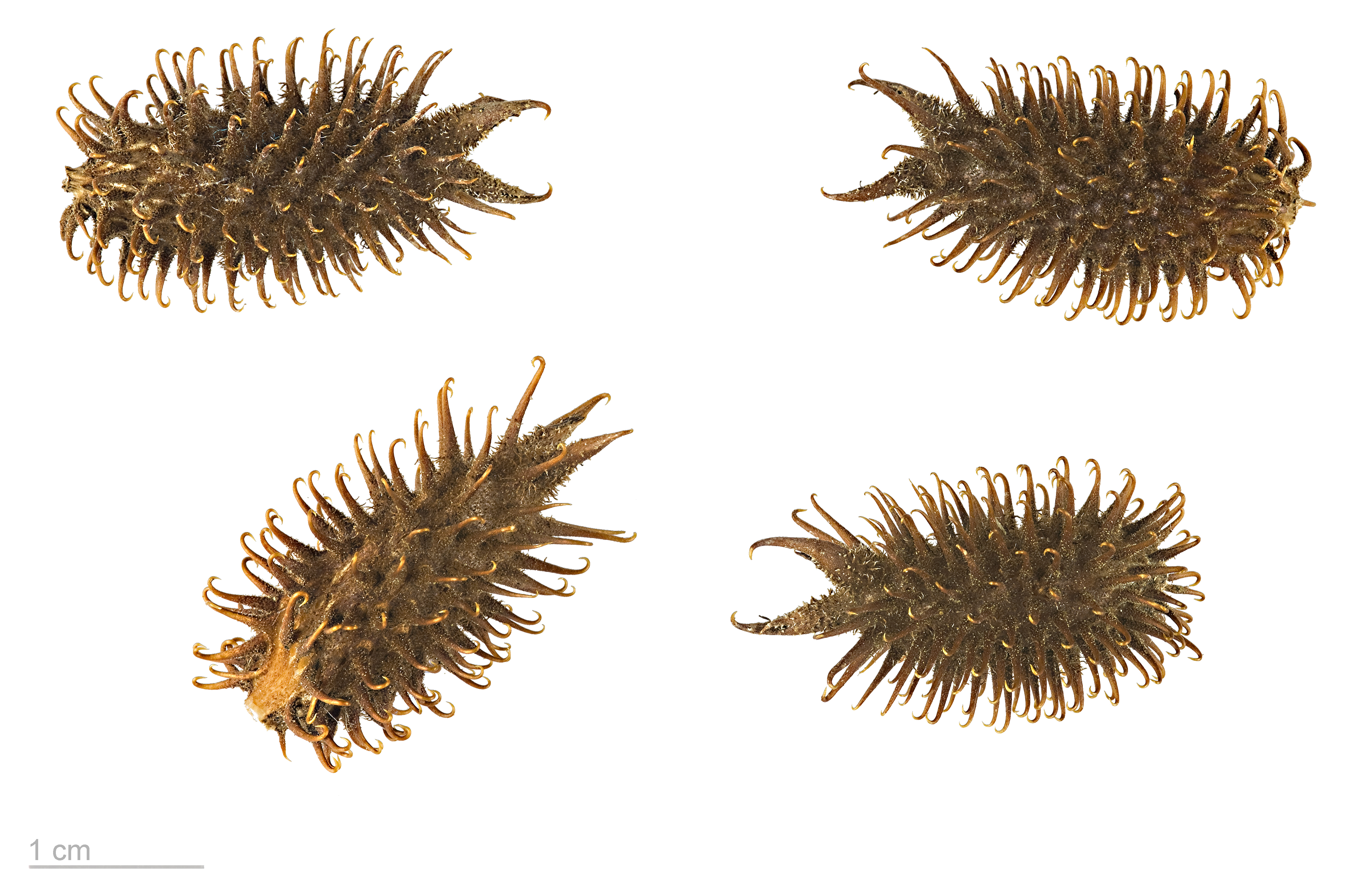
Reife Klettenfrüchte

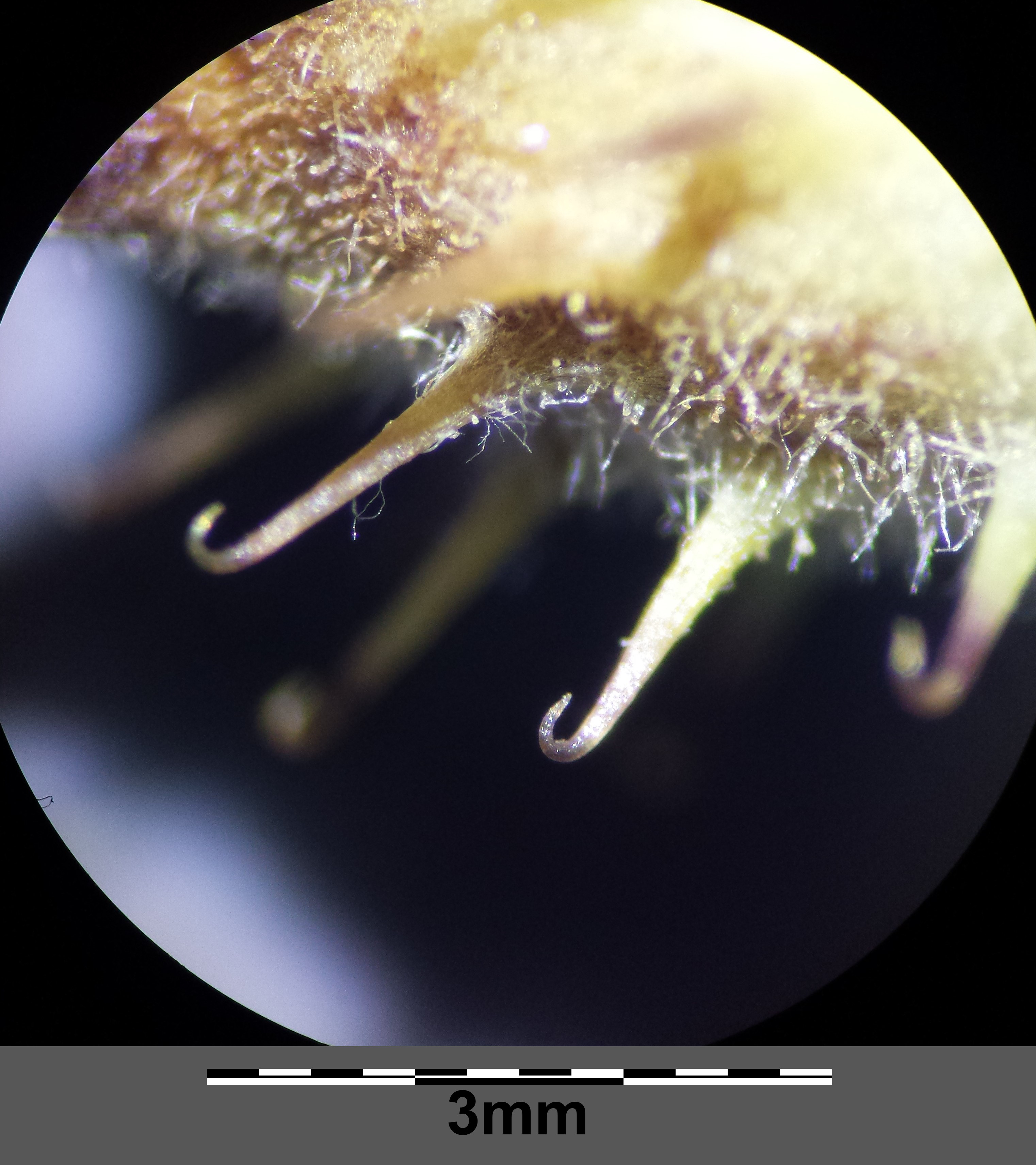
Oberfläche eines Fruchtkorbs, zwischen den Hüllendornen befinden sich kurze, drüsenlose, weiche Haare.

### Vegetative Merkmale
Xanthium strumarium wächst meist als einjährige krautige Pflanze, die Wuchshöhen von meist 10 bis 80, selten bis zu 200 Zentimetern erreicht. Die aufrechten Stängel sind verzweigt und besitzt keine Dornen an den Knoten.
Die meist wechselständigen (zwei bis sechs können auch gegenständig sein) Laubblätter sind 2 bis 10, selten bis über 14 Zentimeter lang gestielt. Die fast kreisförmige, fünf-, dreieckige, herzförmige und drei- bis fünflappige Blattspreite weist eine Länge von meist 4 bis 12, selten bis über 18 Zentimetern und eine Breite von 3 bis 10, selten bis über 18 Zentimetern auf. Der Blattrand ist glatt bis gezähnt.

### Generative Merkmale
Xanthium strumarium ist einhäusig getrenntgeschlechtig (monözisch). Die diskusförmigen, kleinen, körbchenförmigen Blütenstände stehen selten einzeln, meist in verzweigten Gesamtblütenständen zusammen. Die Blütenkörbe enthalten nur Blüten eines Geschlechtes. Die männlichen Blütenkörbchen sind tellerförmig abgeflacht, weisen einen Durchmesser von 3 bis 5 Millimetern auf, enthalten sechs bis 16 Hüllblätter in ein bis zwei Reihen und 20 bis über 50 funktional männliche Blüten mit weißlichen, trichterförmigen, fünflappigen Blütenkronen. Die Staubfäden sind verwachsen. Die weiblichen Blütenkörbchen weisen während der Blütezeit einen Durchmesser von 2 bis mehr als 5 Millimetern auf; später als Fruchtkörbchen weisen sie einen Durchmesser von 6 bis über 20 Millimetern auf. Ihre 30 bis über 75 Hüllblätter stehen in sechs bis über zwölf Reihen; ihre Spitzen sind mehr oder weniger gekrümmt und bilden während der Fruchtreife harte Dornen. Die weiblichen Blütenkörbchen enthalten nur zwei Blüten ohne Kronblätter. Die Blütezeit reicht von Juli bis Oktober.
Die schwarzen Achänen besitzen keinen Pappus und werden in den dornigen, zweikammerigen, 1 bis über 3 Zentimeter großen Fruchtkörbchen (es sind in diesem Fall die Diasporen), den „Kletten“, verbreitet. Sie nutzen den Kletteffekt, indem sie am Fell vorbeistreifender Tiere oder an Treibgut hängen bleiben und so ausgebreitet werden.
Die Chromosomenzahl beträgt 2n = 36.

## Ökologie
Die Gewöhnliche Spitzklette ist Therophyt, eine einjährige, sommerannuelle Pflanze, die bis 1,2 Meter tief wurzelt. Sie erträgt auch einen gewissen Salzgehalt im Boden.
Es ist eine Kurztagspflanze d. h. die Blütenbildung erfolgt erst bei weniger als 16 Stunden Tageslicht. Schon ein einziger Kurztag genügt, um  den Blühvorgang zu induzieren. Die Gewöhnliche Spitzklette ist einhäusig, getrenntgeschlechtig d. h. männliche und weibliche Blüten stehen in getrennten Köpfen auf dem gleichen Pflanzenexemplar. Die männlichen Köpfchen sind vielblütig und haben einen verkümmerten Griffel. Die weiblichen Köpfchen sind nur zweiblütig. Blütenökologisch handelt es sich um Windblütigkeit vom „Unbeweglichen Typ“.
Die Früchte breiten sich als Klettfrüchte aus, dazu erfolgt eine Wasserausbreitung mit Schwemmsand. Die Samen haben 40 % fettes Öl und sind Wärmekeimer. Fruchtreife ist von Oktober bis November.

## Vorkommen
Xanthium strumarium war ähnlich wie andere Xanthium-Arten ursprünglich möglicherweise in der Neuen Welt beheimatet. Anderseits gibt es Belege, dass diese Art schon in der Jungsteinzeit in Mitteleuropa beheimatet war. Sie ist in weiten Teilen der Welt ein Neophyt.
Sie gedeiht in Mitteleuropa in lückigen Unkrautfluren, auf Müllplätzen an Wegen oder Schutthalden auf frischen, nährstoffreichen, mehr oder weniger humosen, lockeren, meist sandig-steinigen Lehmböden und ist eine Charakterart der Ordnung Sysimbrietalia. In Südeuropa ist sie eine Art des Verbands Chenopodion muralis.
Die ökologischen Zeigerwerte nach Landolt et al. 2010 sind in der Schweiz: Feuchtezahl F = 3w (mäßig feucht aber mäßig wechselnd), Lichtzahl L = 4 (hell), Reaktionszahl R = 3 (schwach sauer bis neutral), Temperaturzahl T = 4+ (warm-kollin), Nährstoffzahl N = 5 (sehr nährstoffreich bis überdüngt), Kontinentalitätszahl K = 3 (subozeanisch bis subkontinental).

## Systematik
Die Erstveröffentlichung von Xanthium strumarium erfolgte durch Carl von Linné. Der botanische Gattungsname Xanthium leitet sich vom griechischen Wort xanthos für „gelb“ ab; diese Namensgebung bezieht sich darauf, dass früher aus den Blättern von Xanthium strumarium ein gelber Farbstoff gewonnen wurde.
Die Systematik der Gattung der Spitzkletten (Xanthium) ist noch nicht abschließend geklärt. Bei der Gewöhnlichen Spitzklette oder Stechenden Spitzklette (Xanthium strumarium L., Syn.: Xanthium pungens Wallroth) werden mehrere Varietäten unterschieden:
- Kanadische Spitzklette oder Italienische Spitzklette, Orient-Spitzklette, Großfrüchtige Spitzklette, Zucker-Spitzklette (Xanthium strumarium var. canadense (Mill.) Torr. & A.Gray, Syn.: Xanthium italicum Moretti, Xanthium orientale L., Xanthium saccharatum Wallr.)
- Xanthium strumarium var. glabratum (DC.) Cronquist
- Xanthium strumarium var. japonicum (Widder) Hara
- Xanthium strumarium L. var. strumarium.

Nach Werner Greuter (2006+) gibt es beispielsweise folgende Unterarten:
- Xanthium strumarium L. subsp. strumarium
- Xanthium strumarium subsp. brasilicum (Vell.) O.Bolòs & Vigo (Syn.: Xanthium brasilicum Vell.): Sie kommt vor in Südeuropa, Vorderasien und Nordafrika.[6]
- Xanthium strumarium subsp. sibiricum (Widder) Greuter (Syn.: Xanthium sibiricum Widder): Sie kommt als Neophyt in Russland, Estland, der Ukraine und in Transkaukasien vor.[6]

## Giftigkeit
Xanthium strumarium produziert das Glykosid Carboxyatractylosid, das die Giftwirkung hauptsächlich verursacht, indem es einen wichtigen Translokator im Mitochondrium inhibiert. Es wirkt zentral hemmend bakteriostatisch und fungizid. Auch die Laubblätter sollen für Weidetiere schädlich sein. Auf der Haut kann die Pflanze Kontaktdermatitiden auslösen. In Indien wurde Ekzeme an Händen und Füßen beobachtet, die besonders durch Pflanzen im Vorfruchtstadium hervorgerufen worden waren.

## Nutzung
Die grünen Pflanzenteile können nur gekocht gegessen werden, da sie roh giftig sind. Die Samen werden roh oder gekocht gegessen und werden auch weiter verarbeitet.
Einige Pflanzenteile werden medizinisch genutzt und auch in der Volksmedizin vielseitig eingesetzt.
Aus den getrockneten Blättern wird Tannin gewonnen. Aus den Blättern wurde außerdem ein gelber Farbstoff gewonnen. Die Samen enthalten Essenzielle Fettsäuren.